# Động cơ V

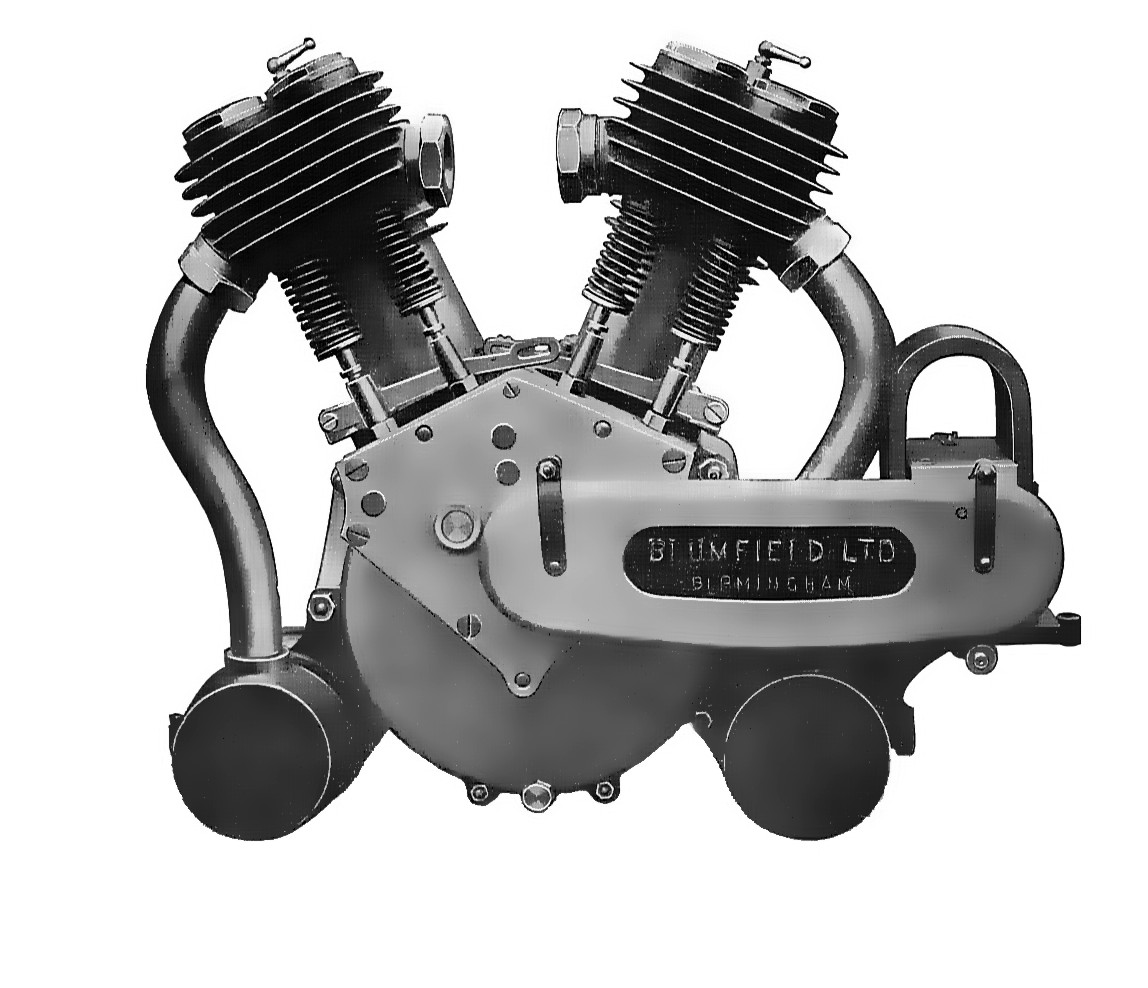
Một động cơ Vee đời đầu - đây là động cơ V-Twin hai xi-lanh được sử dụng trong một chiếc xe máy đầu tiên của Anh

Động cơ V, hay động cơ Vee là cấu hình động cơ phổ biến cho động cơ đốt trong. Động cơ V có các xi lanh thẳng hàng trong hai mặt phẳng riêng biệt hoặc trên các dãy xi lanh riêng biệt; khi nhìn dọc theo trục của trục khuỷu, cách sắp xếp các xi lanh giống chữ V. Góc nghiêng giữa hai dãy xi lanh trong khoảng từ 15° đến 120°, trong đó 60°–90° là phổ biến nhất.
Thiết kế động cơ V thường làm giảm chiều dài xi lanh nhưng bề ngang động cơ rộng hơn so với động cơ xi lanh thẳng hàng có cùng dung tích động cơ. Thiết kế động cơ V thường được dùng trong những loại động cơ dung tích xi lanh lớn.

## Lịch sử
Động cơ loại V đầu tiên, động cơ V 2 xi-lanh, được Daimler chế tạo vào năm 1889, theo thiết kế của Wilhelm Maybach. Vào năm 1903, các động cơ V8 đã được Société Antoinette sản xuất để đua thuyền cho các thiết kế của Léon Levavasseur, dựa trên kinh nghiệm có được với động cơ bốn xi-lanh thẳng hàng. Năm 1904, Putney Motor Works đã hoàn thành động cơ 18,4 lít V12, 150 bhp mới - động cơ V12 đầu tiên được sản xuất. Động cơ đã bị nước chui vào và đánh lửa cuộn dây nóng tạo ra nổ khi chỗ phun xăng bị ướt. Robert Bosch đã cung cấp các magneto đầu tiên và vấn đề đã được giải quyết.

## Đặc tính

Ba loại động cơ: a – Động cơ thẳng, b – Động cơ V, c – Động cơ VR

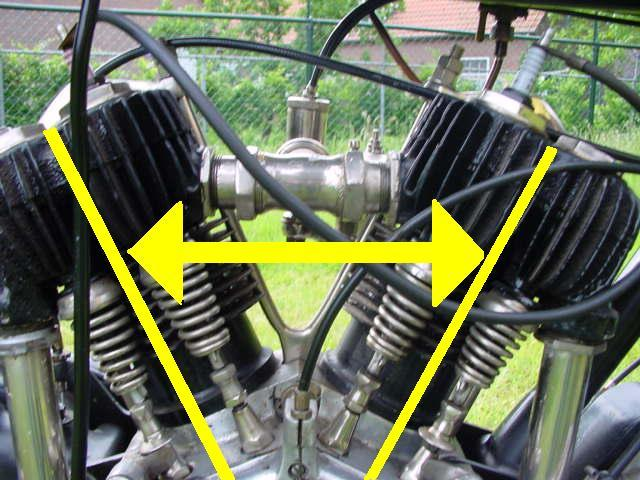
Các đường màu vàng biểu thị "góc" của "chữ V"

So với động cơ thẳng hàng có cùng dung tích (thiết kế phổ biến nhất cho động cơ có ít hơn sáu xi lanh), động cơ V có chiều dài ngắn hơn nhưng rộng hơn. Nếu số lượng xi lanh trong động cơ càng lớn, sự khác biệt về kích thước giữa hai loại động cơ này càng lớn. Chiều dài của các loại động cơ hai xi lanh chữ V (V-twin) và động cơ hai xi lanh thẳng hàng (vertical twin) có thể không đáng kể, tuy nhiên động cơ V8 có chiều dài ngắn hơn nhiều so với động cơ tám xi lanh thẳng hàng. So với động cơ phẳng ít phổ biến hơn, động cơ V hẹp hơn, cao hơn và có trọng tâm lớn hơn.
Những động cơ xi lanh thẳng hàng thường có chiều dài động cơ rất dài, làm tăng độ rung mô men xoắn lên trục khuỷu và khó phân phối hòa khí bằng nhau giữa các xi lanh. Động cơ V có thiết kế nhỏ gọn hơn, giúp tăng tính cân bằng bậc một cho các cấu kiện tịnh tiến. Tuy nhiên, động cơ V chịu tác động rung của lực quán tính bậc hai, dẫn đến kém ổn định hơn.